# 小澤俊晴
小澤 俊晴（おざわ としはる、1957年8月12日 - ）は千葉県生まれの映画プロデューサーである。

## 略歴
成城大学卒業後、日本ビクターに入社し、映画プロデューサーを務める。その間、「フィフスエレメント」など洋画作品に関する製作投資・権利取得・宣伝も担当し、バタアシ金魚で日本アカデミー賞を受賞する。
2002年に退社し、プログレッシブピクチャーズの代表取締役社長に就任。その後株式会社ディーライツを経て、株式会社ムーブを起ち上げる。
現在は映画プロデュースをする傍ら、同社で電子雑誌「GEN-SAKU!」を編集し、BookLiveにて発行している。バタアシ金魚、ピストルオペラ、CASSHERN、銀のエンゼル、キャプテントキオ、素敵な夜、ボクにくださいなどが主なプロデュース作品である。

## 企画・プロデュース作品
- 四月怪談
- バタアシ金魚
- 昭和鉄風伝　日本海
- ツルクモ独身寮
- 爆!BAKU
- お墓と離婚
- 飢狼伝
- けものがれ、俺らの猿と
- ピストルオペラ
- リリイシュシュのすべて
- かまち
- CASSHERN
- 銀のエンゼル
- タナカヒロシのすべて
- 雨の町
- 素敵な夜、ボクにください
- キャプテントキオ
- 今度の日曜日に
- 6時間後に君は死ぬ
- 涙雨
- 呪われた学校
- イケない課外授業
- 最恐ダーリン
- MARIA